# Posvojitev otrok v istospolne pare
Posvojitev otrok v istospolne pare je pravica istospolnih parov do posvojitve otrok. Zakonitost posvojitev je po svetu različna - sega od izrecne nezakonitosti do zakonitosti posvojitve zgolj bioloških otrok enega od partnerjev in pa popolne zakonitosti.
Pravica do posvojitve je v javnosti predmet debate. 

## Zakonitost posvojitev
Od 2014 naprej so posvojitve popolnoma legalne v Argentini, Belgiji, Braziliji, na Danskem, v Franciji, na Islandiji, v Kanadi, na Nizozemskem, Norveškem, v Južni Afriki, Španiji, na Švedskem, v Urugvaju, v 22 zveznih državah in teritorijih Združenih držav Amerike in v Združenem kraljestvu.

## Debata
Nasprotniki posvojitev trdijo, da otrok v istospolni skupnosti ne more pravilno odraščati zaradi pomanjkanja raznospolnih vzorcev, čeprav večina raziskav in strokovnih organizacij te trditve izpodbija.